# Parry Point
Der Parry Point (im Vereinigten Königreich Parry Cliff) ist ein 750 m hoher und markanter Felsvorsprung bzw. Nunatak im ostantarktischen Coatsland. Er ragt 40 km westlich des Mount Faraway in den Theron Mountains an der Nordflanke der Mündung des Slessor-Gletschers in die Ostseite des Filchner-Ronne-Schelfeises auf.
Teilnehmer der Commonwealth Trans-Antarctic Expedition (1955–1958) unter der Leitung des britischen Polarforschers Vivian Fuchs kartierten ihn zwischen 1957 und 1958. Namensgeber ist Konteradmiral Cecil Ramsden Langworthy Parry (1901–1977), Sekretär der Expedition.